# Красное&Белое
«Кра́сное и бе́лое» — сеть розничных магазинов формата самообслуживания, основанная в 2006 году Сергеем Студенниковым. Сеть позиционирует себя как «магазины у дома». Штаб-квартира располагается в Челябинске. Магазины сети работают в 77 субъектах России.
Средняя торговая площадь магазина — 70 м². Ассортимент каждого магазина включает более 1500 наименований товаров. Все магазины сети подключены к Единой государственной автоматизированной информационной системе (ЕГАИС).
Ритейлер работает в формате ultra-convenience (магазины у дома с узким ассортиментом) и является крупнейшим игроком в этом сегменте с долей рынка 43%. Эта доля приблизительно в шесть раз больше, чем у второго по величине представителя сегмента.
В феврале 2024 года Роспатент признал товарный знак «Красное & Белое» общеизвестным в отношении услуг магазинов по розничной продаже товаров и присвоил номер 258. 

## Финансовые показатели и развитие компании
В начале 1990-х владелец сети С. П. Студенников основал SPS-холдинг, занимавшийся дистрибуцией алкоголя и табака. Первый магазин «Красное & Белое» был открыт в городе Копейске Челябинской области 11 августа 2006 года. Название магазина, согласно пояснению Студенникова, возникло так: «Для старшего поколения красное — это вино, белое — водка. А по нынешним временам это красное и белое вино, естественно». В том же году сеть расширилась до 8 магазинов, в 2007 году — до 38 магазинов.
Основание компании совпало с дефицитом спиртного на прилавках из-за введения электронной системы учета ЕГАИС и запрета на импорт из Молдавии, и новый формат небольших специализированных магазинов-дискаунтеров с широким ассортиментом алкоголя оказался в выигрышном положении.
В 2014 году в сеть входило 1700 магазинов в 27 регионах, а выручка составила 47 млрд руб. (2011 — 10 млрд руб., 2012 — 18 млрд руб., 2013 — 29 млрд руб.).
В июле 2015 года в сети «Красное & Белое» насчитывалось более 2,5 тыс. магазинов в 39 регионах. В том же 2015 году сеть «Красное & Белое» заняла седьмое место в рейтинге самых быстрорастущих компаний России, основанного на финансовых результатах за 2011—2014 годы.

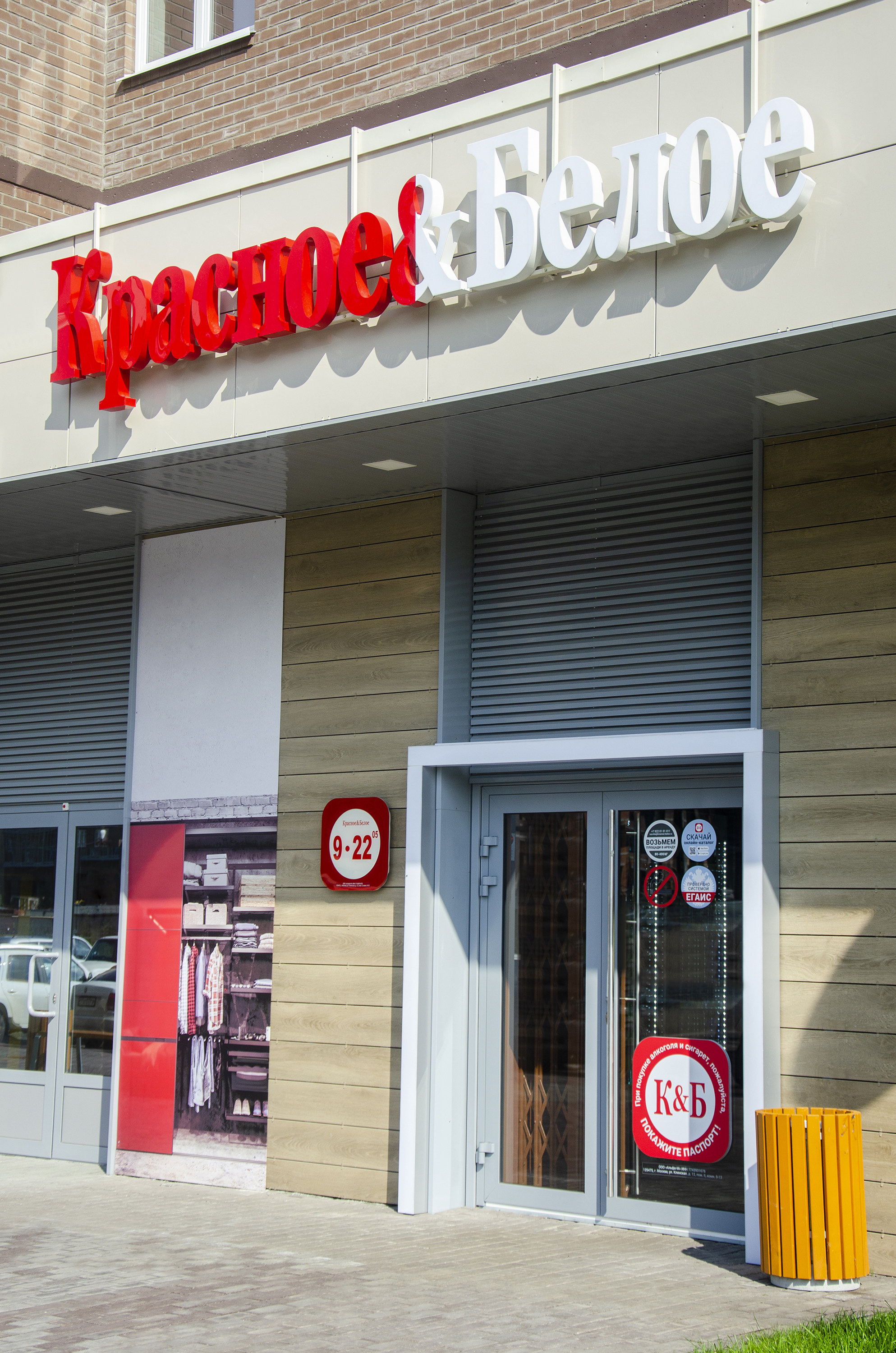
Магазин сети «Красное и Белое» в Челябинске

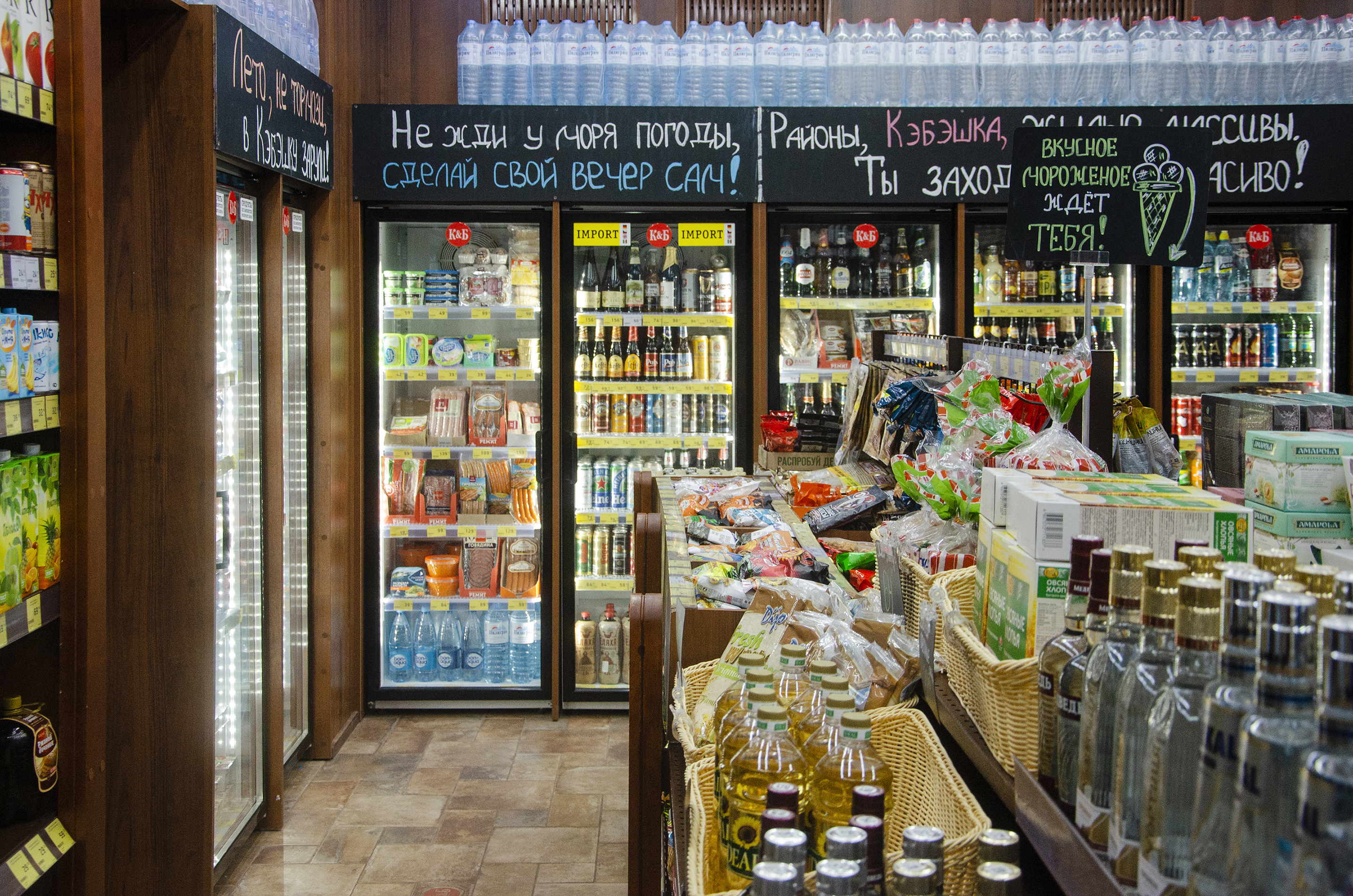
Интерьер магазина «Красное & Белое» в Челябинске

В 2016 году сеть «Красное & Белое» стала победителем ежегодной премии Russian Retail Awards в номинации «Быстрорастущая компания года. Food».
На 1 февраля 2017 года сеть компании включала в себя 3957 магазинов, открыв за 2016 год более 850 магазинов «у дома» в 40 субъектах России. Из них больше 1 тыс. — в Уральском федеральном округе. В сентябре 2017 года — более 4,7 тыс. магазинов. Оборот компании за 2017 год составил 210 млрд руб..
В сентябре 2018 года сеть насчитывала 6683 магазина в 56 регионах РФ и занимала 2-е место в рейтинге топ-10 FMCG-сетей в России по темпам роста количества магазинов в первом полугодии 2018 года. В сентябре 2019 года сеть насчитывала 8141 магазин.
По итогам 2018 года выручка компании выросла на 40 % и составила 301 млрд руб., сеть вошла в топ-5 компаний-ритейлеров по выручке. На 1 января 2019 года сеть насчитывала 7347 магазинов.
На 1 сентября 2020 года сеть насчитывала 8712 магазинов.
На 1 сентября 2021 года сеть насчитывала 9793 магазина в 61 субъекте Российской Федерации.
По оценке INFOLine, выручка компании в 2020 году выросла до 490 млрд р.. На 1 ноября 2021 года сеть насчитывала 10100 магазинов в 61 субъекте Российской Федерации.
30 апреля 2022 года был открыт 11000-й магазин, расположенный в Санкт-Петербурге. 1 сентября 2022 года компания объявила об открытии 12000-го магазина в Туле. К концу 2022 года количество магазинов сети составило 13000. Магазины были открыты в 72 регионах России, в том числе на Дальнем Востоке.
По итогам 2022 года оборот Mercury Retail Group (управляет сетями «Красное & Белое» и «Бристоль») составил 993 млрд рублей.
Согласно расчетам Forbes, суммарная прибыль дочерних компаний, входящих в группу «Меркурий Ритейл Холдинг», в 2020 году равнялась 29,3 млрд рублей, в 2021-м — 42,3 млрд рублей и в 2022-м — 55,1 млрд рублей. По оценке Forbes, чистая прибыль группы «Меркурий Ритейл Холдинг» по итогам 2022 года превысила 48 млрд рублей. Это выше результата крупнейших розничных сетей — X5 Group и «Магнита». При этом оборот «Меркурий Ритейл Холдинга» в 2,5 раза меньше, чем у лидеров продуктовой розницы. Таким образом, компания вошла в топ-5 лидеров по оборотам и стала самой прибыльной розничной компанией России. Также «Красное & Белое» занял 11 строчку в рейтинге «15 крупнейших работодателей России». По данным рейтинга Forbes.ru, общее количество сотрудников сети достигло 141 тыс. чел..
В 2023 году сеть «Красное & Белое» открыла более 3,5 тыс. новых магазинов в 76 регионах страны, три склада и один офис в г. Новосибирск. «Такого не было никогда в истории нашей страны, ни одна компания не реализовывала такое количество магазинов - 4,5 тыс. Это больше, чем 10 магазинов в день, феноменальные, фантастические темпы. Формат и стратегия «Меркурий Ритейл Холдинг» оказались выгодной и успешной для масштабирования и развития. Темп открытий сказывается также на положительной динамике объема выручки компаний - 19,7%», - отметил Иван Федяков, основатель и глава группы компаний INFOLine, в рамках онлайн-конференции «Потребительский рынок России: ключевые вызовы 2024». Таким образом, сеть «Красное & Белое» стала абсолютным лидером по числу открытий новых магазинов в России в 2023 году.
За первую половину 2023 года доля десяти ведущих FMCG-ритейлеров увеличилась с 38,5% до 40,7% на рынке розничных продаж Food. Такие данные привела рабочая группа INFOLine , завершившая актуализацию базы «ТОР-200 крупнейших торговых сетей FMCG России». Так, «Меркурий Ритейл Холдинг» укрепил свое влияние на 0,55 п.п. в совокупности, из которых 0,49 п.п. привнесло в актив расширение сети «Красное & Белое», уступив только X5 Group.  
В 2023 году сеть «Красное & Белое» заняла первое место в рейтинге информационного центра современной виноторговли Wine Retail в номинации «Лучший выбор вина в форматах "Магазин шаговой доступности" и "Дискаунтер"», стала «Супермаркетом года» в Народной премии 59.RU, которая была организована и проведена при поддержке портала 59.RU, губернатора Пермского края и проектного офиса «Пермь 300», а также победила в ежегодной премии Retail Week Awards в номинации «Лучшие практики винной категории в специализированном ритейле», которая прошла в рамках VII международного форума бизнеса и власти «Неделя Ритейла».
Продукция сети «Красное & Белое» в 2023 году была отмечена отечественными и международными экспертами, вошла в рейтинг Роскачества «Винный гид России-2023», отмечена в винном гиде Wine Enthusiast и оценена известным чилийским винным гидом DescoRChados.
Компания стала одним из ведущих импортеров пива в Россию и вошла в топ-5 крупнейших импортеров вина в Россию (импорт — 25,8 млн л). По данным «Коммерсанта», около 44% импорта пива в 2023 году обеспечили «Красное & Белое», «Бристоль» и X5 Group («Пятерочка», «Перекресток»). Сеть «Красное & Белое» ежегодно входит в топ 50 крупнейших работодателей России. По данным рейтинга издания Forbes, общее количество сотрудников сети достигло 141 тыс. чел. Компания занимает 11 строчку. 
На конец I полугодия 2024 года сеть «Красное & Белое» вошла в Топ-5 по количеству магазинов в стране, открыв 18741 магазин в 76 регионах, и стала одним из лидеров по динамике прироста торговых площадей. Так же компания заняла первое место в рейтинге информационного центра современной виноторговли Wine Retail по версии Телеграм-каналов в номинации «Лучший выбор вина в формате “Алкостор/Винный супермаркет”».
По оценке Infoline, в 2024 году сеть «Красное & Белое» нарастила выручку на рост +22,6%. На начало 2025 года сеть «КБ» объединяла 20527 магазинов в 77 регионах России.

## Оперативные мероприятия в офисе компании в 2018—2019 годах
Утром 26 декабря 2018 года в офисах и на складах сети в Москве, Воронеже, Екатеринбурге, Казани, Самаре, Уфе, Челябинске одномоментно были проведены обыски с участием сотрудников ФСБ, Росалкогольрегулирования, ФНС. Основания для обысков, озвученные силовиками, — подозрения в обороте контрафакта и неуплате налогов. На следующий день компания сообщила о завершении следственных действий. Факт хранения и реализации контрафактной алкогольной продукции установлен не был.
9 июля 2019 года представитель компании сообщил СМИ, что сотрудники Управления ФНС по Челябинской области в рамках проверки контрагента компании проводят в головном офисе компании выемку документов. Сотрудники ритейлера предоставили запрашиваемую налоговыми органами информацию. Наименование проверяемого контрагента представитель торговой сети не раскрыл.

## Объединение с «Дикси» и «Бристоль»

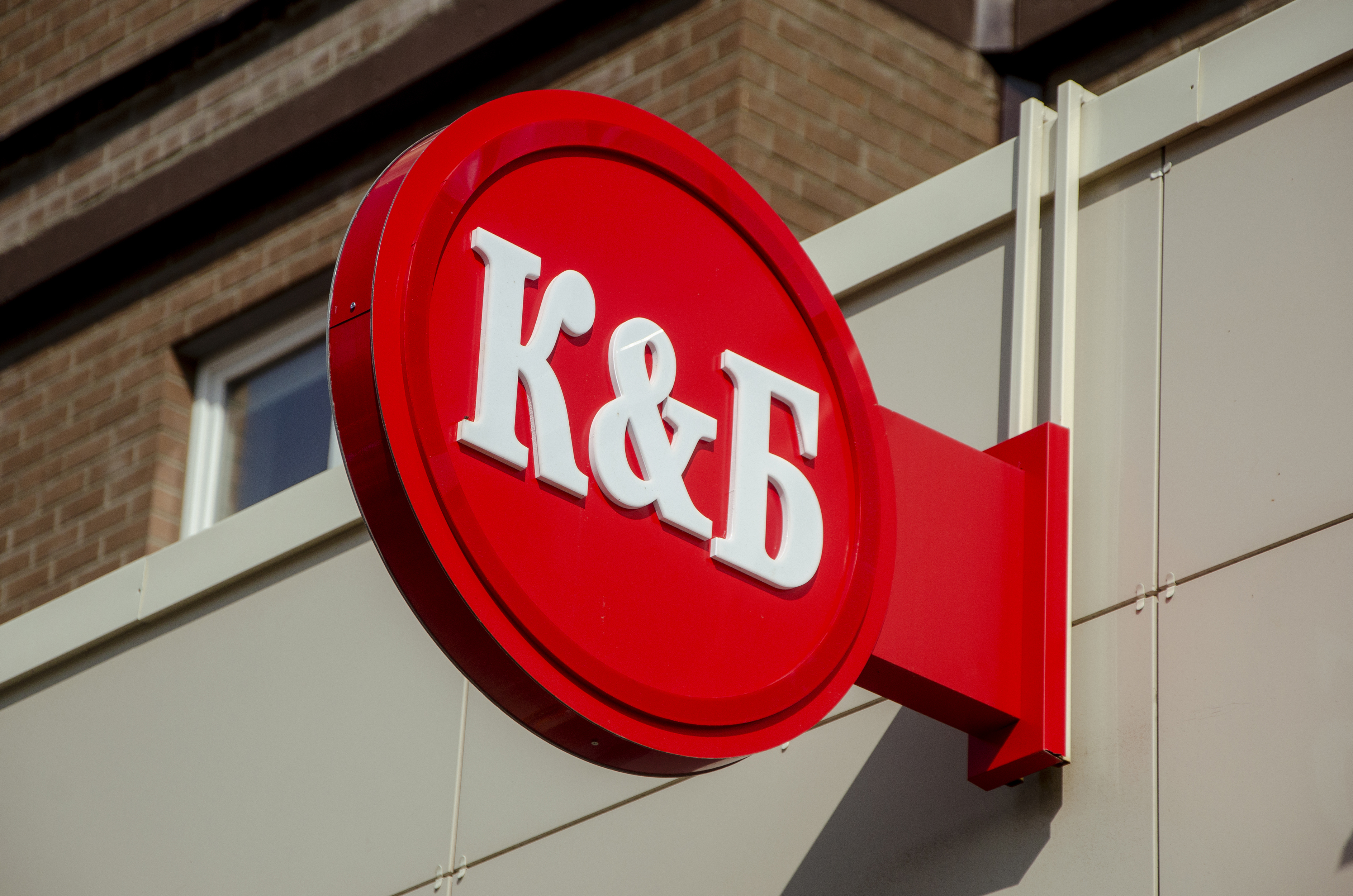
Вывеска К&Б

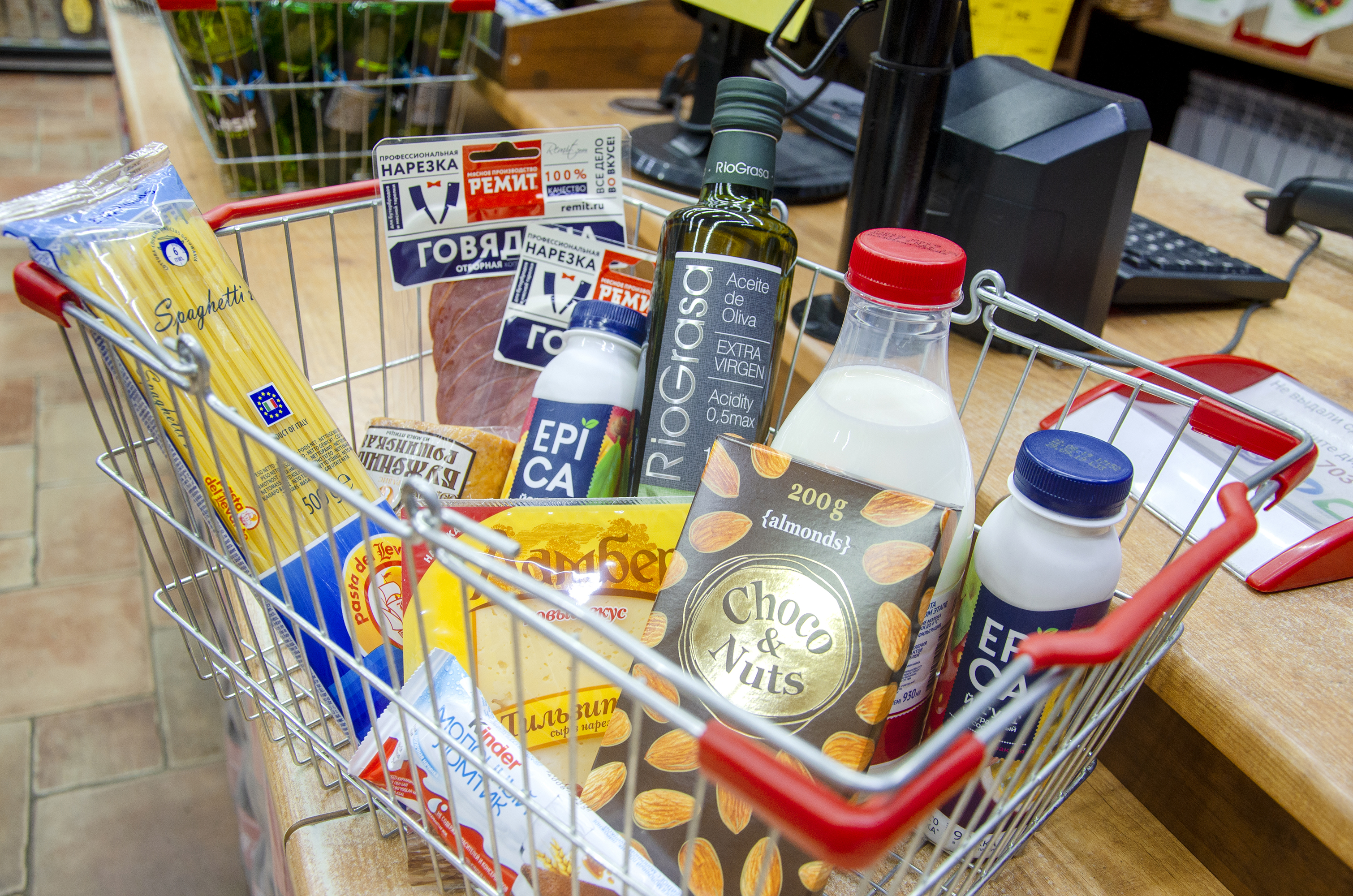
Корзина с покупками в магазине «Красное & Белое»

В январе 2019 года сообщено об объединении компаний «Красное & Белое», «Дикси» и «Бристоль» в единый розничный бизнес, при этом основателю сети «Красное & Белое» Сергею Студенникову будет принадлежать 49 % активов. В апреле 2019 года Федеральная антимонопольная служба одобрила слияние трёх компаний, в результате был создан третий по обороту в стране ретейлер с выручкой более 600 млрд руб..
В конце июня 2019 года юридические лица компании (ООО «Прометей», «Абсолют», «Оазис» и другие) переведены на Кипр под созданную в марте 2019 года компанию «Amelior Investments Limited», при этом в качестве налогового резидента остаётся в России.
В сентябре 2019 года было объявлено о том, что акционеры торговых сетей группы компаний «Дикси» (магазины «Дикси», «Виктория» и уральская сеть «Мегамарт»), «Красное & Белое» и «Бристоль» завершили объединение розничного бизнеса, создав холдинговую компанию «ДКБР Мега Ритейл Групп Лимитед». В «ДКБР Мега Ритейл Групп Лимитед» С. П. Студенникову принадлежит 49 %, а владельцам «Дикси» и «Бристоль» — Игорю Кесаеву и Сергею Кациеву — 51 %. По состоянию на сентябрь 2019 года объединенной компании принадлежит более 13 000 магазинов. Акционеры планируют сохранить бренды всех торговых сетей объединенной компании. Управлять сетями будут разные команды. На сентябрь 2019 года оценочная стоимость бизнеса объединенной компании составляла 160—180 млрд руб..